# Васильев, Иннокентий Николаевич
Иннокентий Николаевич Васильев (1922―1988) ― участник Великой Отечественной войны, гвардии сержант, снайпер, уничтожил 30 солдат и офицеров противника.

## Биография
Родился в 1922 году в Чакырском наслеге, Амгинского улуса, Якутия.
Окончил 7 классов в Амгинской школе, где занимался в стрелковом кружке под руководством Егора Догордурова, в будущем одного из известных воинов-снайперов. За меткую стрельбу был награжден значком «Ворошиловский стрелок».
После школы работал в колхозе «Сырдык сулус» Бологурского наслега Амгинского района Якутской АССР. Был комсомольцем.
С началом Великой Отечественной войны был призван в ряды Красной Армии 8 августа 1941 года Чурапчинским РВК. На фронте воевал в составе нескольких воинских частей.
Осенью 1941 года защищал Москву. Затем, в составе 4-го отдельного стрелкового батальона 23-й отдельной стрелковой бригады 97 стрелкового корпуса участвовал в боях на Волховском фронте, под Старой Руссой.
Командованием бригады был направлен на курсы снайперов, после окончания которых зарекомендовал себя в качестве снайпера на фронте. Был назначен командиром отделения.
Также воевал в составе 2-й стрелковой роты 648-го стрелкового полка 200-й стрелковой дивизии 2-го Прибалтийского фронта. За проявленную в боях мужество и меткую стрельбу был награждён орденом Красной Звезды.
За всю войну был пять раз ранен. Родные его 3 раза получали извещение о его гибели. Награжден орденами Славы III степени, Красной Звезды, Отечественной войны I степени, медалью «За отвагу».
После демобилизации окончил Златоустовское военное училище. Работал военруком школы, затем дорожным мастером и бригадиром Амгинского стройучастка ПМК-572 «Якутсельстроя».
Умер в 1988 году.